# Monstera gentryi
Monstera gentryi — вид квіткових рослин з родини кліщинцевих (Araceae).

## Розповсюдження
Місцем проживання цього виду є Панама.